# Bernd Mayländer

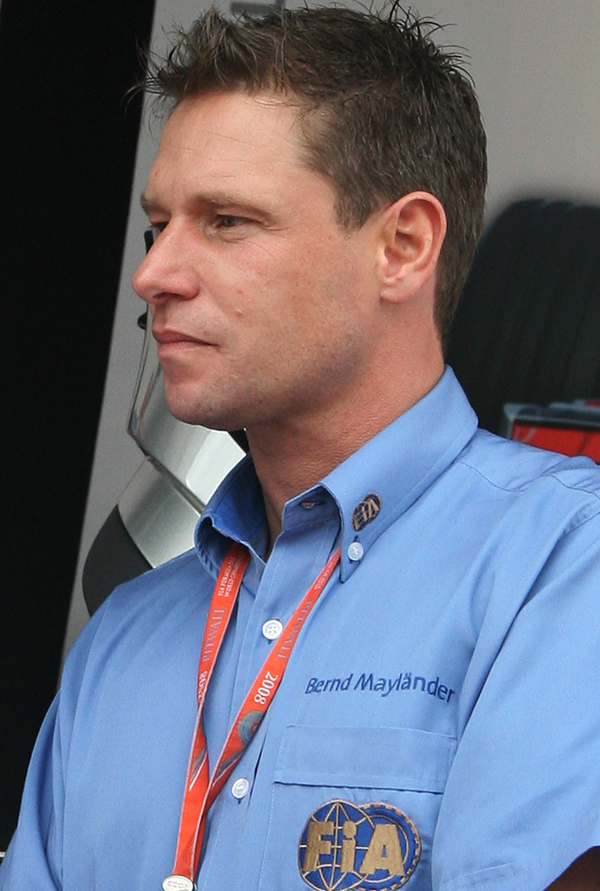
Bernd Mayländer 2008-ban

Bernd Mayländer (Waiblingen, 1971. május 29. –) német autóversenyző. Évekig vett részt különböző hosszútávú autóversenyeken, valamint a német túraautó bajnokság futamain. 2000 óta a biztonsági autó vezetője a Formula–1-ben.

## Versenyzői karrierje

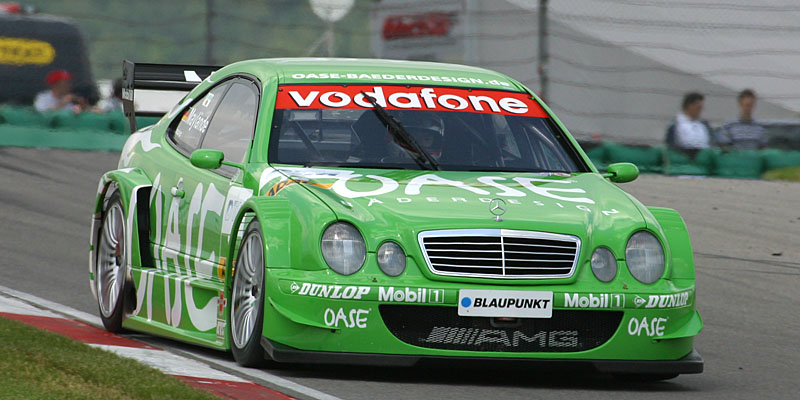
Bernd Mayländer a Sachsenringen 2002-ben.

Bernd a karrierjét gokartozással indította 80-as évek végén. A következő években versenyzett a Formula-Fordban és a DTM-ben. 2000-ben megnyerte a nürburgringi 24 órás versenyt egy Porsche 911 GT3R volánjánál. Amikor a DTM (Deutsche Tourenwagen Masters) újraindult 2000-ben, a Mercedesnél versenyzett.

## A Formula–1-ben
Mayländer 2000 óta vezeti folyamatosan a biztonsági autót, kivéve a 2001-es kanadai nagydíjat, amikor sérült volt. Ekkor csapattársa, Marcel Fässler helyettesítette. Talán a számára legeseménydúsabb verseny a 2007-es japán nagydíj volt, amikor is először mögüle rajtolt el a mezőny, mert nem volt olyan jó állapotban a pálya a heves esőzések miatt, hogy elengedhessék a mezőnyt. Az első 18 kört mögötte tette meg a mezőny, és csak ezután jöhetett ki a boxba. Később, mikor Fernando Alonso kiesett, ismét be kellett jönnie pár körre.

## Érdekesség
2005 májusában ő volt az egyik a hat Mercedes-Benz-sofőr közül, akik felállítottak egy rekordot. 3 db E320 CDI típusú Mercedessel 100.000 mérföldet tettek meg, 139,7 mérföldes (224,9 km/h) átlagsebességgel.